# Helina kaindiensis
Helina kaindiensis este o specie de muște din genul Helina, familia Muscidae, descrisă de Shinonaga în anul 1998. Conform Catalogue of Life specia Helina kaindiensis nu are subspecii cunoscute.